# Hinterdorf Unterammergau

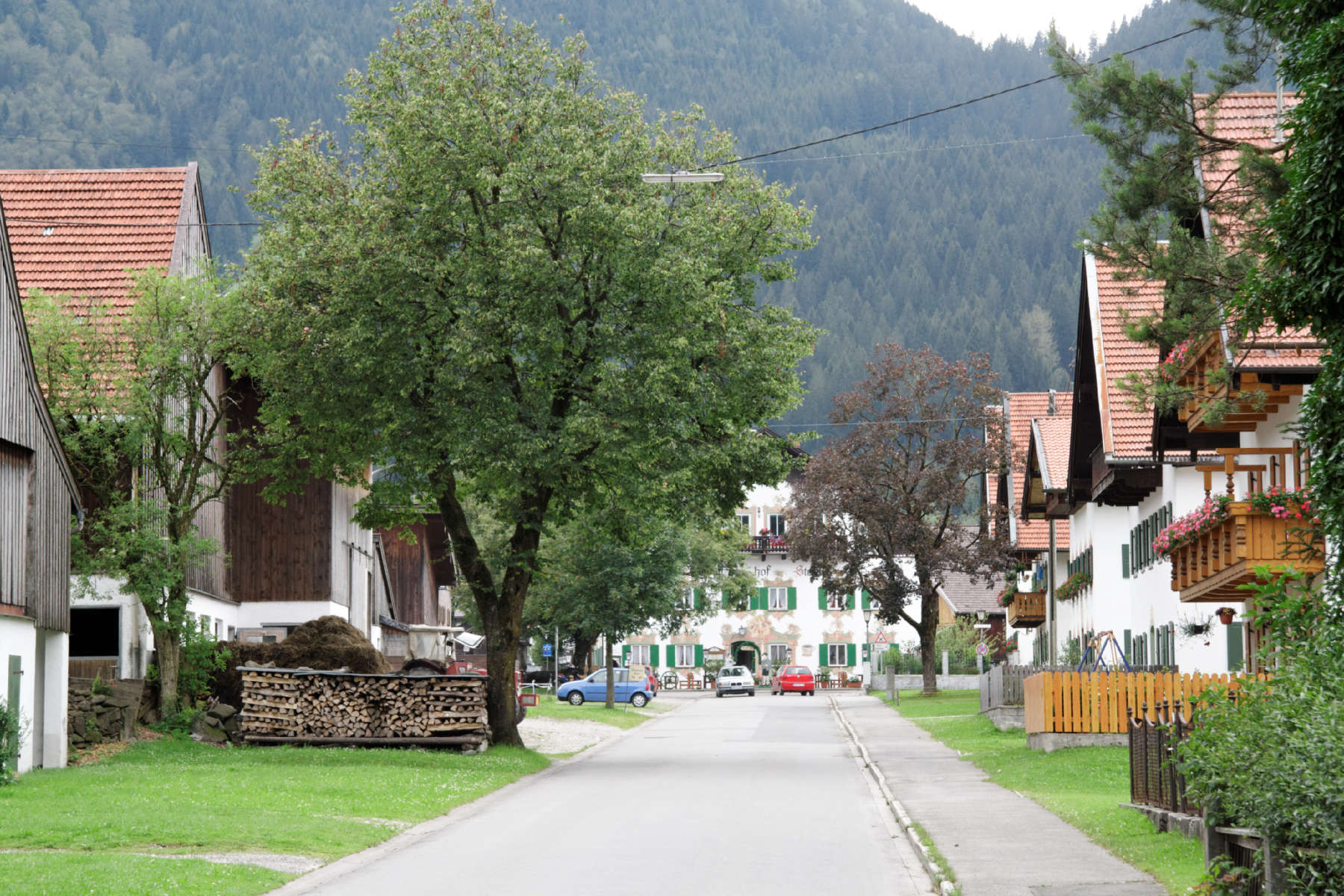
Pürschlingstraße im Hinterdorf Unterammergau

Das Hinterdorf Unterammergau bildet den Nordteil des Dorfes Unterammergau in der oberbayerischen Gemeinde Unterammergau.

## Geschichte
Unterammergau wurde zweimal in seiner Geschichte von großen Ortsbränden heimgesucht, bei denen jeweils ein Großteil der meist vollständig aus Holz gebauten Bauern- und Handwerkshäuser zerstört wurden. Bei dem Brand von 1777 wurden 63 Bauten zerstört, bei dem Brand von 1836 waren es 41.
Der Wiederaufbau ab 1836 erfolgte mit Unterstützung des Königreichs Bayern. Die Behörden setzten aber anstelle der früheren Haufendorf-Bauweise zur Vorsorge gegen weitere Ortsbrände eine lockerere Bebauung durch.

## Beschreibung

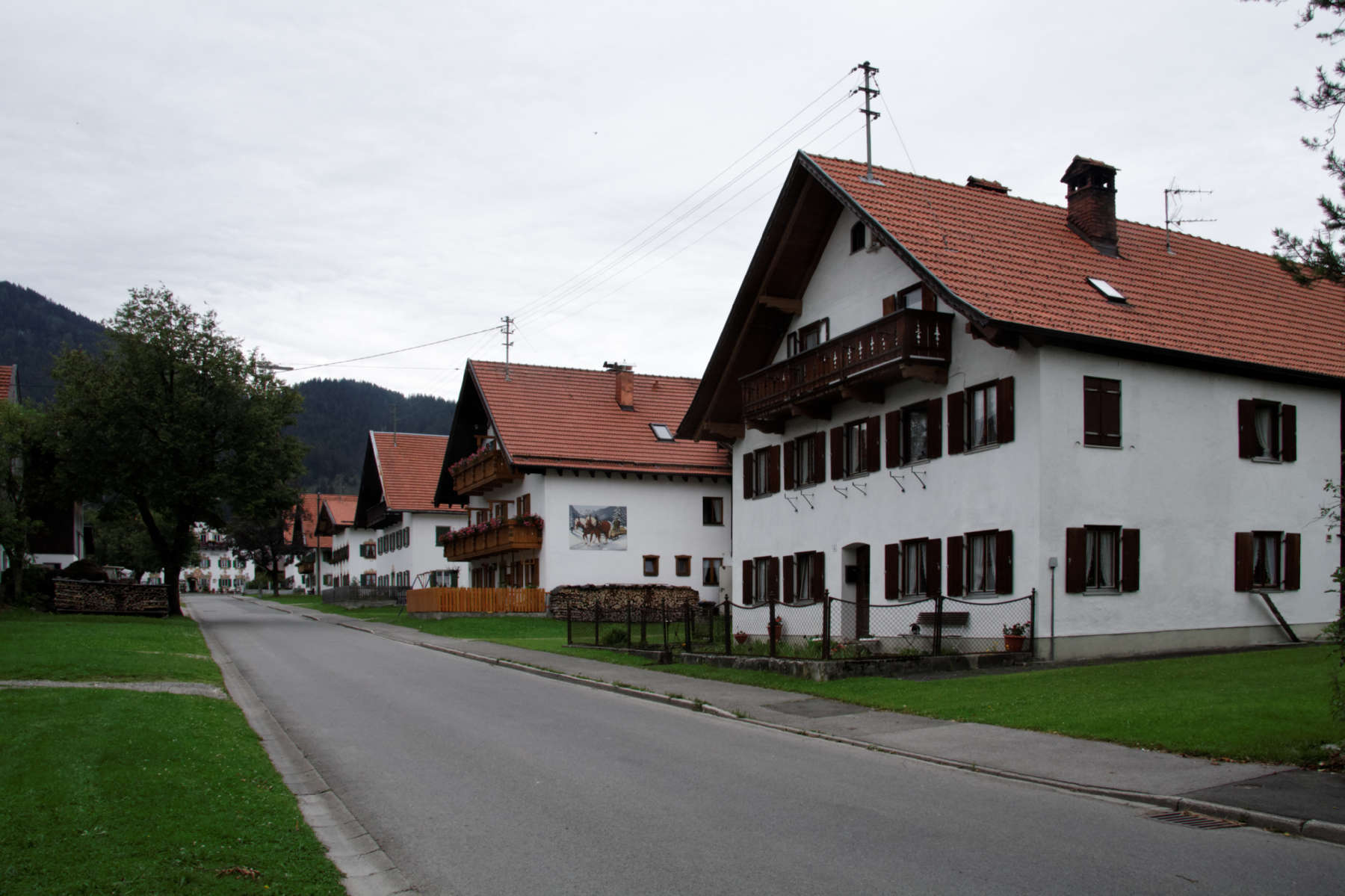
Wohnteile der Höfe auf der Nordseite der Pürschlingstraße

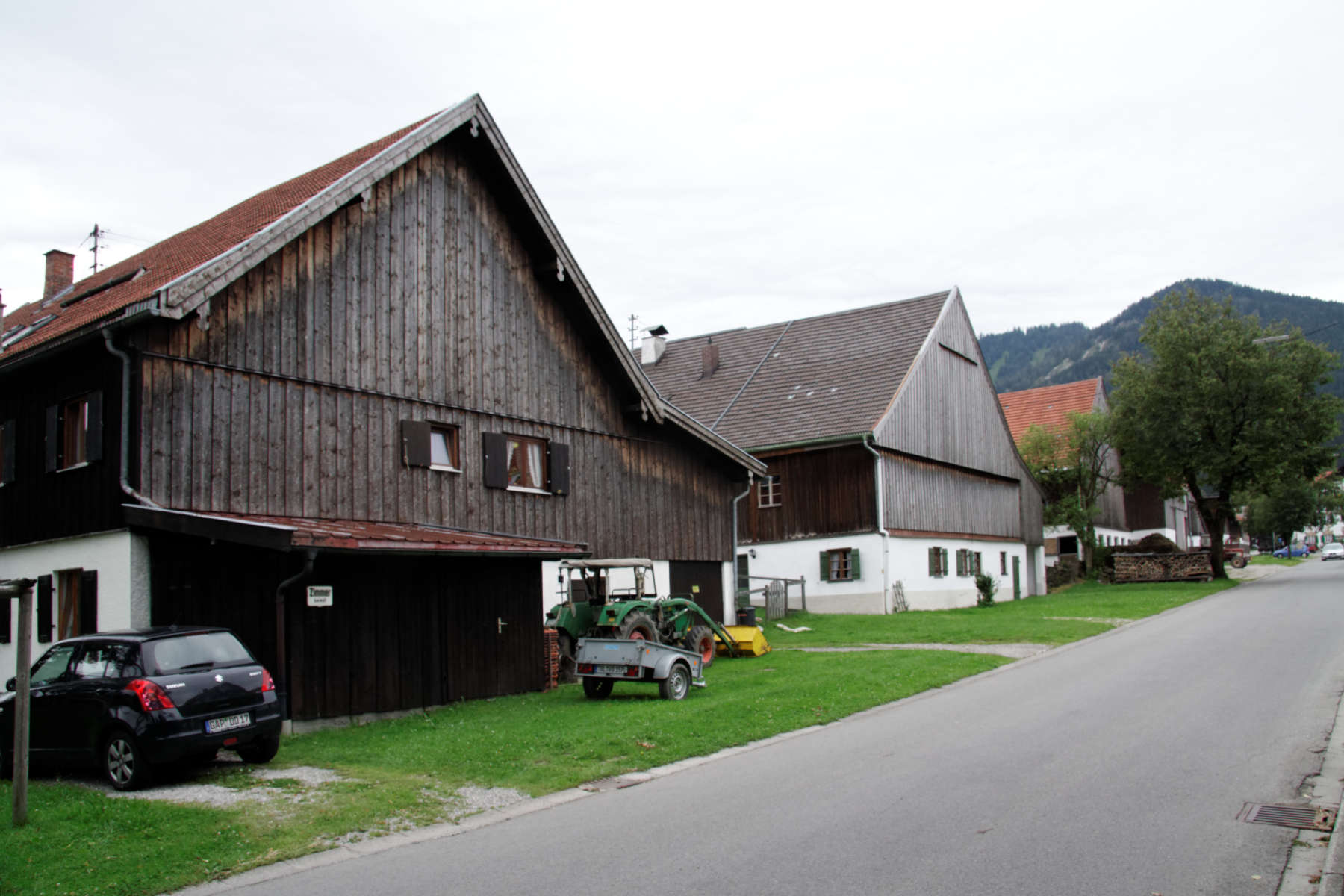
Wirtschaftsteile der Höfe auf der Südseite der Pürschlingstraße

Das Hinterdorf Unterammergau erstreckt sich im Wesentlichen aus fünf Zeilen von Bauernhäusern in Einfirstbauweise, die ungefähr in Ost-West-Richtung verlaufen. Zwischen diesen Zeilen liegen vier zueinander parallele Straßen, von Süden aus: Pürschlingstraße, Martin-Schweiger-Straße, Aletseestraße und Steinheilstraße. Die Häuser sind in Einfirstbauweise errichtet und verlaufen in Nord-Süd-Richtung, sind also giebelständig. Die Giebelseite der Wohnteile der Bauernhäuser zeigen nach Süden, genauer gesagt nach Südsüdost. Die Wohngiebel sind meist fünf Fensterachsen breit, und zwischen den einzelnen Häusern ist ausreichend Abstand, um bei einem Brand ein Übergreifen auf das Nachbargebäude zu vermeiden.
Durch diese Anordnung ergibt sich für jede der vier Hauptstraßen des Hinterdorfs folgendes charakteristisches Bild: auf der Nordseite verputzte weiße Giebel der Wohnteile mit Balkonen, auf der Südseite hölzerne Giebel der Wirtschaftsteile an der Rückseite der nächsten Häuserzeile. Durch eine seitlich versetzte Anordnung der Häuser wurde erreicht, dass alle Häuser hinreichend Sonne bekommen. Trotz dieser versetzten Anordnung gibt es Sichtachsen zwischen den gestaffelten Häusern in Süd-Nord-Richtung.
Da die Dächer ebenfalls zum Brandschutz mit Ziegeln gedeckt wurden, sind sie steiler geneigt als es früher bei den mit flachen Legschindeln gedeckten Dächern im Oberland üblich war. Umgeben sind die Häuser meist von kleinen Gärten, teils auch mit Obstbäumen.
Diese regelmäßige Anordnung ist an einigen Stellen unterbrochen. So verlaufen die Mühlstraße und die zu dem Ortsteil Scherenau führende Scherenauer Straße schräg durch das Ensemble und treffen sich südlich der Martin-Schweiger-Straße. Das Haus in dem von ihnen gebildeten Winkel unterbricht die Straßenflucht der Martin-Schweiger-Straße. Im Südwesten des Hinterdorfs liegen einige Häuser quer zur allgemeinen Baurichtung, unter ihnen der Gasthof Stern. Dessen Ostgiebel bildet einen optischen Abschluss der Pürschlingstraße, die in einem hakenförmigen Verlauf um den Gasthof herumführt.

## Denkmalschutz
Das gesamte Hinterdorf Unterammergau ist als Denkmalensemble in die Bayerische Denkmalliste eingetragen.
Äußerlich zeigen die meisten Häuser des Ensembles noch ihr historisches Aussehen, lediglich einige Balkone wurden modernisiert.
Einzeln unter Denkmalschutz stehen die Häuser Dorfstraße 4 und Pürschlingstraße 10, eine Inschriftentafel an dem Haus Dorfstraße 2 und ein Wandgemälde an dem Haus Pürschlingstraße 14.